# Nordkap
Nordkap (norveško Nordkapp; severnosamijsko Davvenjárga) je rt na otoku Magerøya v občini Nordkapp na severu Norveške. Ta strma, 307 metrov visoka pečina, se z geografsko lego  71°10′21″N, 25°47′40″E pogosto obravnava kot najsevernejša točka Evrope, vendar pa leži bližnja točka Knivskjellodden še 1450 metrov severneje. Evropska cesta E69 ima severni konec pri Norkapu, zaradi česar je najsevernejša točka v Evropi, do katere je mogoče dostopati z avtomobilom, E69 pa je najsevernejša javna cesta v Evropi.
Danes je Nordkap prvovrstna turistična privlačnost, z velikim in dragim turističnim središčem, kjer si obiskovalci lahko ogledajo številne razstave o zgodovini rta. North Cape Hall, center za obiskovalce, je bil zgrajen leta 1988 na planoti. Ima kavarno, restavracijo, pošto, trgovino s spominki, manjši muzej in video kino.
Nordkap vsako leto obišče več ladij za križarjenje. Honningsvåg je ena glavnih postaj obalnih ladij Hurtigruten.

## Geografija
Strma pečina Norkapa je na  71°10′21″N, 25°47′40″E, približno 2102,3 km od Severnega tečaja. Nordkap se pogosto napačno imenuje najsevernejša točka Evrope. Vendar pa se sosednji rt Knivskjellodden dejansko razteza 1450 m severneje. Poleg tega sta obe točki na otoku Magerøya, čeprav je ta s cesto povezan s celino. Najsevernejša točka celinske Evrope je na rtu Nordkinn (Kinnarodden), ki leži približno 5,7 km južneje in približno 70 km proti vzhodu. Ta točka je v bližini vasi Mehamn na polotoku Nordkinn. Najsevernejša točka Evrope, vključno z otoki, je več sto kilometrov severneje, bodisi v ruski deželi Franca Jožefa ali norveškem arhipelagu Svalbard, odvisno od tega, ali se dežela Franca Jožefa šteje za Evropo ali Azijo.
Nordkap je točka, kjer se Norveško morje, del Atlantskega oceana, sreča z Barentsovim morjem, delom Arktičnega oceana. Polnočno sonce lahko vidimo od 14. maja do 31. julija. Sonce v teh dneh doseže najnižjo točko med 00:14 in 00:24.

### Zima
Nortkap je mogoče obiskati pozimi, vendar je pogosto močno sneženje in veter, zadnji del ceste pa je odprt samo za konvoje ob določenih urah. Cesta do Norkapa je pozimi odprta in je dostopna običajnim vozilom in voznikom, ki se lahko spoprimejo s snežnimi in vetrovnimi razmerami, ki se lahko pojavijo pozimi. Pred tem je bila E69 edina pozimi zaprta E-pot v Evropi.

## Zgodovina
Prvotno ime rta je bilo Knyskanes. Ime Nordkap (norveško Nordkapp) mu je nadel šele angleški raziskovalec Richard Chancellor, ko ga je leta 1553 obplul v iskanju Severovzhodnega prehoda. Od tedaj so ga občasno obiskovali drzni pustolovci, ki so se po strmi pečini vzpenjali na njegov hrbet. Med znanimi obiskovalci sta bila tudi kralj Oskar II. leta 1873 in siamski kralj Čulalongkorn leta 1907. Danes je Nordkap prvovrstna turistična privlačnost, z velikim in dragim turističnim središčem, kjer si obiskovalci lahko ogledajo številne razstave o zgodovini rta.
Redne obalne linije s parniki iz Nemčije na Severno Norveško, vzpostavljene v tem obdobju, so olajšale te obiske in Thomas Cook & Son sta že leta 1875 začela organizirati izlete do cilja. Turisti, ki so se povzpeli na rt, so to pogosto storili po poti, opremljeni z žičnimi vrvmi iz Hornvikena. Obisk so pogosto proslavili s pisanjem razglednic, tako imenovanih Cape cards, ob pogledu na polnočno sonce.
V spomin na obisk norveškega in švedskega kralja Oskarja II. leta 1873 je bil postavljen granitni steber, s spomenikom pa je bil obeležen tudi obisk nemškega cesarja Viljema II. (leta 1891). V letih 1891–92 je bila na vrhu rta postavljena osmerokotna lesena stavba, pozneje imenovana Stoppenbrinckov (ali Stoppenbrinkov) 'šampanjski paviljon'.
Leta 1943 je v Arktičnem oceanu ob tem rtu potekala bitka pri Nordkapu, kjer je bila nemška bojna ladja Scharnhorst nazadnje potopljena s streli britanske bojne ladje HMS Duke of York in torpedi norveškega rušilca HNoMS Stord ter drugih ladij britanske mornarice.
Cesta do Nordkapa je bila prvič zgrajena leta 1956.

### Sodni postopek za vstopnino
Od tretjega četrtletja leta 2022 se je pravosodni sistem odločil, da se za parkiranje [na parkirišču] na Nortkapu ne bo zaračunavalo denarja; vlada je zmagala tudi na pritožbenem sodišču; toženec se je od tretjega četrtletja 2022 pritožil na vrhovno sodišče. (Sodišče se je začelo leta 2021.)
Od leta 2022 je vstopnina v center za obiskovalce Nortkapa stala 310 NOK na odraslo osebo [16 let in več] – in 90 NOK na otroka od 7 do 15 let. Pogosto je megla (ker je planota nad skupno bazo oblakov), ki zakriva pogled. V tej situaciji ni popusta, vendar velja polna cena vstopnice za večkratne vstope v 24 urah.
Leta 2000 in ponovno leta 2011 se je norveško okoljsko ministrstvo odzvalo na pritiske interesnih skupin in prosilo Nordkapps VEL, podjetje, ki vzdržuje lokacijo, naj zniža vstopnino na planoto. Nordkapps VEL je odgovoril, da 8000 dnevnih obiskovalcev in oddaljena lokacija postavljata velike zahteve glede delovanja, vzdrževanja in varnosti objektov in naravnih značilnosti velike lokacije. Obiskovalcem, ki prihajajo peš, s kolesom ali drugimi nemotoriziranimi vozili, je dandanes na voljo brezplačen vstop.

## V popularni kulturi
Posnetki s Nordkapa so pogosto prikazani v filmih in na televiziji, predvsem v akcijski komediji Børning iz leta 2014, ki se vrti okoli nezakonite ulične dirke od juga Osla do Norkapa.

## Galerija
- Dvorana Nortkap
- Vhod v dvorano
- Spominska plošča bitke pri Nordkapu
- Polnoč na Nortkapu
- Mejnik
- Nordkapp, avtor Peder Balke (1804-1887)
- Norveško nacionalno pohodniško združenje cairn (pri Knivskjelloddnu)
- Obelisk kralja Oskarja II.